# Pallacanestro Livorno 1985-1986

## Stagione
Nella stagione 1985-1986, la Pallacanestro Livorno, ha disputato il massimo campionato nazionale per la prima volta nella sua storia giungendo all’undicesimo posto e fermandosi al primo turno dei play-off. In Coppa Italia, si fermò agli ottavi di finale. La sponsorizzazione era Allibert e i colori vennero mutati nel bianco e nel rosso.

## Roster
Rosa della squadra
|  | Naz.                   | Ruolo | Sportivo             |  |  |  |  |
|  | ---------------------- | ----- | -------------------- |  |  |  |  |
|  | Italia (bandiera)      |       | Daniele Albertazzi   |  |  |  |  |
|  | Italia (bandiera)      |       | Massimiliano Aldi    |  |  |  |  |
|  | Italia (bandiera)      |       | Claudio Bonaccorsi   |  |  |  |  |
|  | Italia (bandiera)      |       | Pier Paolo Del Buono |  |  |  |  |
|  | Italia (bandiera)      |       | Giovanni Diana       |  |  |  |  |
|  | Italia (bandiera)      |       | Alessandro Goti      |  |  |  |  |
|  | Italia (bandiera)      |       | Renato Graziani      |  |  |  |  |
|  | Italia (bandiera)      |       | Matteo Lanza         |  |  |  |  |
|  | Bahamas (bandiera)     |       | Elvis Rolle          |  |  |  |  |
|  | Stati Uniti (bandiera) |       | Wayne Sappleton      |  |  |  |  |
|  | Italia (bandiera)      |       | Stefano Tosi         |  |  |  |  |
|  | Italia (bandiera)      |       | Letterario Visigalli |  |  |  |  |